# Río Iró
Río Iró é um município da Colômbia, localizado no departamento de Chocó.